# Marc Perera Christensen
Marc Perera Christensen (født 26. april 1979) er direktør i Erhverv Aarhus og tidligere leder af Det Konservative Folkeparti i Aarhus. Han er tidligere 2. viceborgmester i Aarhus, tidl. Rådmand for Kultur- og Borgerservice og nuværende medlem af magistraten. Han er student fra Aarhus Katedralskole og Markedsføringsøkonom fra Erhvervsakademi Aarhus.
Marc Perera Christensen er adoptivbarn fra Sri Lanka. Han var kun et par måneder gammel, da hans forældre Else og Kaj Christensen hentede ham til Danmark
Privat er Marc Perera Christensen er gift med socialrådgiver Malene Hedegaard Christensen. Sammen har de datteren Mathilde.

## Politisk karriere
Marc Perera Christensen har været medlem af Det Konservative Folkeparti og Konservativ Ungdom siden 1998 og startede sin politiske karriere i Konservativ Ungdom, hvor han fra 2000-2002 var formand for lokalafdelingen i Aarhus. Fra 2002-2005 var han medlem af Konservativ Ungdoms Forretningsudvalg, heraf det sidste som næstformand.
I 2005 blev han valgt som nr. 2 på den konservative byrådsliste, men opnåede ikke valg, da Det Konservative Folkeparti kun fik ét mandat i Aarhus Byråd . Han blev dog medlem af Aarhus Byråd den 8. marts 2006, da daværende byrådsmelem Poul B. Skou trak sig som byrådsmedlem.
Ved kommunalvalget i 2009 var Marc Perera Christensen spidskandidat  for Det Konservative Folkeparti i Aarhus, og partiet opnåede 3 mandater . Marc Perera Christensen opnåede et personligt stemmetal på 5.847 og dermed tredjeflest i Aarhus Kommune . Som en del af konstitueringsaftalen blev Marc Perera Christensen Rådmand for Kultur- og Borgerservice i Aarhus Kommune .
Ved kommunalvalget i 2013 gik Det Konservative Folkeparti tilbage, og måtte derfor afgive et mandat. Marc Perera Christensen opnåede genvalg til byrådet med et personligt stemmetal på 4.085 stemmer. Han blev ved valget 2. viceborgmester og medlem af Aarhus Kommunes Magistrat, formand for Aarhus Kommunens Internationaliseringsudvalg, medlem af Børn-og Unge udvalget og beskæftigelsesudvalget.
Ved Kommunal- og regionsrådsvalget 2017 mistede Det Konservative Folkeparti endnu et mandat, og Marc Perera Christensen blev således som den eneste på partiets liste valgt til Aarhus Byråd med 3.341 personlige stemmer.

## Tillidshverv
- Medlem af bestyrelsen, Aarhus Festuge(2010-2013 og 2018 udpeget af Aarhus Byråd. Fra sept. 2019 genindtrådt, udpeget af Erhverv Aarhus)
- Medlem af Advisory Board, Visit Aarhus (1/12-2018-)
- Bestyrelsesmedlem, Aarhus Katedralskole(2018-).
- Formand, Sangkraft Aarhus(2019-).
- Bestyrelsesmedlem, FOF Aarhus(2006-2010).
- Bestyrelsesmedlem, Fonden 2017(2012-2013).
- Bestyrelsesmedlem, Aarhus Teater(2010-2014).
- Formand for landsdelsorkesterforeningen(2012-2013).
- Medlem af Det Europæiske Regionsudvalg og underudvalgene "Territorial samhørighed" og "Naturressourcer"(2014-2018)
- Medlem af KLs internationale udvalg(2014-2017)
- Medlem af KLs repræsentantskab(2010-2013, 2018).
- Medlem af KKR Midtjylland(2014-2017)
- Medlem af bestyrelsen for Østjyllands Brandvæsen(2016-2017).
- Medlem af bestyrelsen, Sport Aarhus Event(2010-2013).
- Medlem af bestyrelsen, Sculpture by the Sea Aarhus(2010-2013).
- Formand for Byhistorisk Fond(2010-2013).
- Formand for Folkeoplysningsudvalget(2010-2013)[9].

## Erhvervskarriere
D. 12 oktober 2018 meddelte Marc Perera Christensen, at han pr. 1 december 2018 ville tiltræde stillingen som direktør for Erhverv Aarhus. I den forbindelse forlod Marc Perera Christensen af Aarhus Byråd d. 31. december 2018 og overlod sit mandat til førstesuppleant Mette Skautrup. Marc Perera Christensen er uddannet markedsføringsøkonom fra Aarhus Erhvervsakademi. Fra 2014-2018 arbejde Marc Perera Christensen som forretningsudvikler og managementkonsulent i firmaet INDKOM. Før tiden som byrådsmedlem arbejdede Marc Perera Chirstensen i en længere årrække som salgsdisponent i Føtex.